# Lisburn Distillery FC
Lisburn Distillery F.C. Lisburn Distillery este o echipă semi-profesionistă nord irlandeză care joacă în Premiership IFA. Clubul, fondat în 1880, are originea în vestul Belfastului, clubul s-a mutat în 1980 permanent la New Grosvenor Stadionul, Ballyskeagh, County Down, la marginea de sud a Belfastului. Clubul a fost cunoscut sub numele de Distillery până în anul 1999, atunci când acesta a schimbat numele în "Lisburn Distillery".

## Palmares
- IFA Premiership: 6
  - 1895–96, 1898–99, 1900–01, 1902–03, 1905–06 (shared), 1962–63
- Cupa Irlandei: 12
  - 1884, 1885, 1886, 1889, 1894, 1896, 1903, 1905, 1910, 1925, 1956, 1971
- Gold Cup: 5
  - 1914, 1920, 1925, 1930, 1994
- City Cup: 5
  - 1905, 1913, 1934, 1960, 1963
- Cupa Ulster: 2
  - 1958, 1999
- Irish League First Division: 2
  - 1998–99, 2001–02
- County Antrim Shield: 14
  - 1889, 1893, 1896, 1897, 1900, 1903, 1905, 1915, 1919, 1920, 1946, 1954, 1964, 1986
- Dublin and Belfast Inter-city Cup: 1
  - 1948 (shared)

## Jucători importanți
- Kenneth Annett
- Sir Tom Finney
- Bobby Brennan
- Billy Crone
- Tom Davis
- Derek Dougan
- Billy Hamilton
- Bryan Hamilton
- George Kay
- Jimmy McIntosh
- Bertie McMinn
- Martin O'Neill
- Jack Reynolds
- Olphert Stanfield
- Andrew Waterworth
- Kenneth Annett
- Roy Welsh
- David Rollo